# Frontopsylla adixsterna
Frontopsylla adixsterna är en loppart som beskrevs av Liu Chiying, Shao Kwannan et Liu Chuan 1976. Frontopsylla adixsterna ingår i släktet Frontopsylla och familjen smågnagarloppor. Inga underarter finns listade i Catalogue of Life.